# 教宗御轎

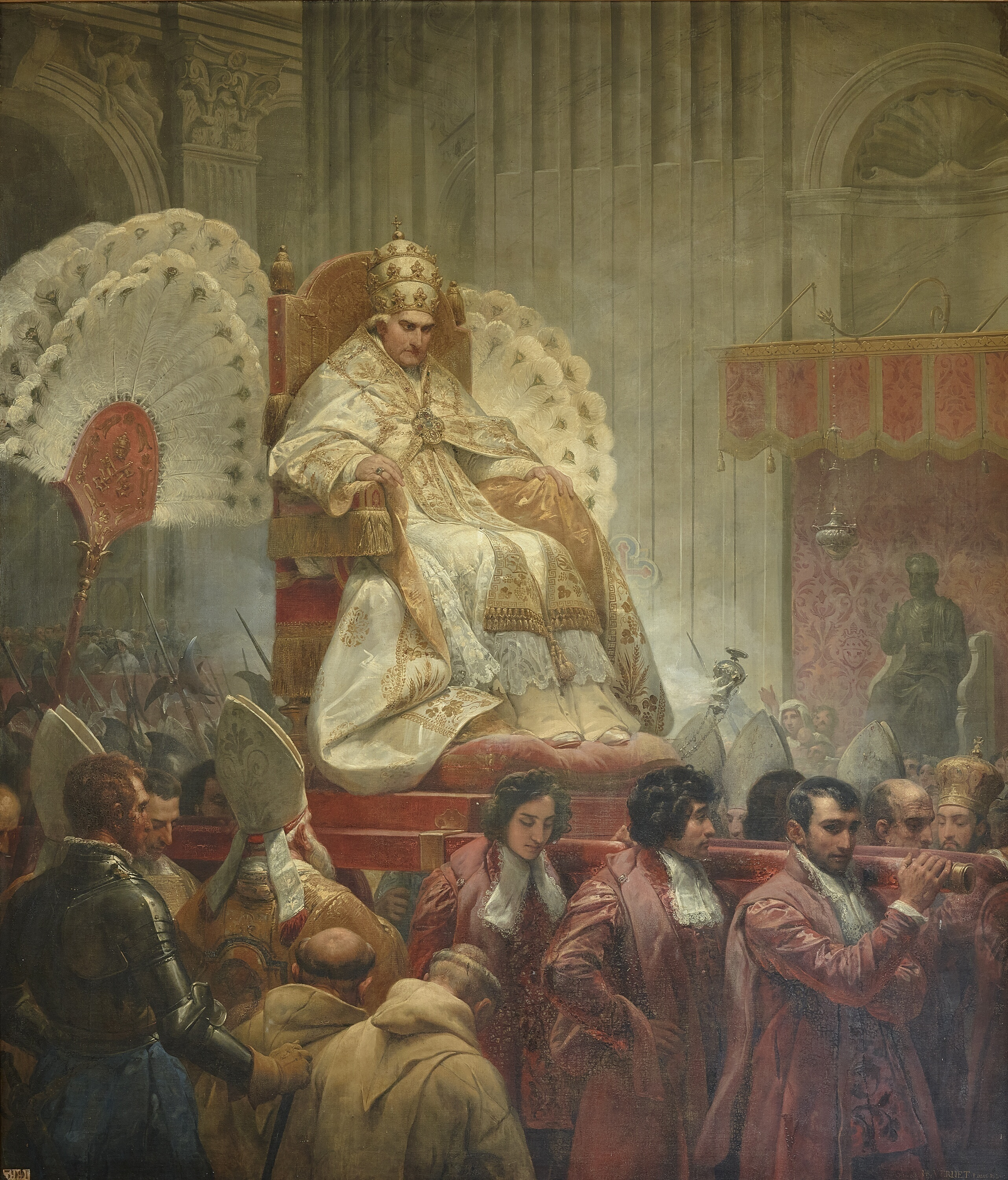
庇护八世在圣伯多禄大殿内教宗御座上

教宗御座（Sedia gestatoria）是一张便携式的御座，教宗可坐在上面被抬着走。它由一把装饰繁复的丝绸覆盖的扶手椅固定在脚凳(suppedaneum)上，其每边都有两个镀金环；长棍可以穿过圆环被12名穿红色制服的轿夫（palafrenieri）用肩膀抬着。
教宗御座是一个经过变形的精巧的轿子。两把用白鸵鸟毛造的大扇子（圣扇）——古代礼仪用圣扇的遗迹，宗座憲令中提到过——被一边一个举在教宗御座两边。
教宗御座主要是用来将教宗运去或运回在拉特朗圣若望大殿和圣伯多禄大殿举行的教宗典礼。「Sedia」被用作教宗典礼的一部分已有近千年的历史。其起源有时被认为可以追溯到拜占庭，在那里拜占庭皇帝被以同样方式运送，但许多资料来源都指出教宗御座的使用须追溯到较此更为古老的时期，可能起源于古代罗马帝国领袖的有关仪式。
该御座相对专门用在教宗加冕典礼上，以及总的来说教宗所有庄严地进入圣伯多禄大殿或参加公共的御前會議之时。在前一种情况下，三束丝束（tow）在坐在教宗御座上的新选出的教宗面前被焚烧，此时司仪说：「Sancte Pater sic transit gloria mundi,」（圣父，世间的荣耀就此消失）。抬着新选出的教宗（以及在一些国家抬着新选出的主教）到其教堂的习惯在一些情况下可回溯至久远年代，且可以与罗马的高官座椅（Sella curulis）相比，后者是用来抬着新选出的罗马执政官游城的。
麦格纳思·菲利克思·恩诺狄欧思，帕维亚主教在他的"Apologia pro Synodo", Gestatoriam sellam apostolicae confessionis里, 暗暗提到了伯铎座位(Cathedra S. Petri)，如今该座仍保存在罗马的圣伯多禄圣咏团内。这是一把便携式木制扶手椅，镶嵌象牙，每边有两个铁环。
除了通常用在教宗加冕时（这可能开始于16世纪初）之外，教宗御座还被用在其他不同场合，如每年教宗收到那不勒斯王国以及其他采邑的贡物之时，以及至少自15世纪就开始的当教宗当众举起圣体时。在后一情况下，教宗御座具有另一种外形，一张桌子被在御座前来回挪动。庇护十世在1905年罗马召开的国际圣体大会(International Eucharistic Congress)上就用过这种御座。
教宗若望保禄一世起初拒绝使用教宗御座，以及三重冕和其他若干教宗权威的标志，但最终被圣座人员说服，后者劝他说为了能让群众看到他，教宗御座是必须的。
教宗若望保禄二世完全拒绝使用教宗御座；他的繼任者教宗本笃十六世也没有恢复它的使用。教宗御座从功能上讲现在已经被机动化和世俗化的教宗座驾代替了。